# Sorapillaceae
Sorapillaceae là một họ rêu trong bộ Hypnales.